# بحيرة سد بوغزول
بحيرة سد بوغزول Lac du barrage de Boughezoulمن أشهر وأبرزبحيرات ولاية المدية إذ تتربع على مساحة وصنفت ضمن إتفاقية رامسارلحماية المناطق الرطبة في 05 جوان 2011 وتتربع على مساحة 9054 هآ

## تسمية
سميت البحيرة نسبة لسد بوغزول الذي بني في حقبة الإستعمار الفرنسي 

## وصف
أكبر خزان اصطناعي في منطقة الهضاب العليا ، يشتمل الموقع أيضًا على ممرات مائية دائمة وموسمية ومستنقعات المياه العذبة. تقع على بعد 90 كيلومترًا شمال مدينة المدية ، على الهامش الشمالي للصحراء الكبرى. يتميز الموقع بمناخ شبه قاحل يتميز بالنباتات العشبية المحبة للملوحة مثل قصب الفراجميت. إنه بمثابة محطة توقف للطيور المهاجرة عبر الصحراء. تشمل الطيور المائية المهاجرة والشتوية ذات الأهمية الدولية نوعين مهددين عالميًا ، وهما Marbled Teal Marmaronetta angustirostris و White -head Duck Oxyura leucocephala.
الموقع مهم أيضًا كمنطقة تخزين المياه للماشية. تأتي التهديدات الرئيسية من تربية الماشية والأنشطة البشرية الأخرى مثل التعدين واستغلال المحاجر. يستضيف الموقع أنشطة بحثية وكذلك التواصل والتعليم والتوعية والمشاركة (CESP).

## وصلة خارجية
- المدية مهد الحضارات